# خواجه عبیدالدین
خواجه عبیدالدین آخرین شاعر پارسی‌گوی بزرگ هندوستان پیش از امیرخسرو دهلوی محسوب می‌شود.

## زندگی
مولد خواجه عبیدالدین به نام یکی از دهات سهرند است. در ایام شاهزاده محمدبن غیاث‌الدین بلبن به مقامی ارجمند رسید و به لقب «فخرالملک» ملقب گردید. ولی بعد به اتهام دستبرد به پول و اموال دولتی گرفتار شد و به زندان افتاد. تاریخ وفاتش معلوم نیست. به احتمال قوی پیش از قتل ممدوح خود در سال ۶۸۴ هجری، جهان را بدرود گفت. وی عالم و فاضل و شاعری ماهر بود.
عبدالقادر بدایونی مؤلف «منتخب التواریخ» او را به لقب «ملک‌الملوک الکلام» یاد کرده‌است. غیر از قصاید و غزلیات و هزلیات، حبسیات پرسوزی سروده و مانند اسدی طوسی مناظرات هم گفته‌است. از آن جمله مناظرهٔ «شمشیر و قلم» و «شراب و بنگ» است که شهرت خاص دارد.

## نمونه شعر
| روی تو پیرایهٔ صحن چمن                      |  | موی تو سرمایهٔ مشک ختن                   |
| بستهٔ گیسوی تو صد دین و دل                  |  | خستهٔ بادام تو صد جان و تن               |
| طرهٔ طرار تو عاشق‌فریب                       |  | غمزهٔ خونخوار تو لشکرشکن                 |
| نرگس جادوی تو هنگام ناز                    |  | آفت جان و دل مجروح من                   |
| بندهٔ خاک در تو شد عمید                     |  | آتش و غم در دل و جانش مزن               |
| ***                                        |  |                                         |
| چو بردارد نگارم چنگ و بندد زخمه بر ناخن    |  | زند ناهید را صد زخم غیرت بر جگر ناخن    |
| ز رشک چنگ او ناهید را تب گیرد آن ساعت      |  | کبودش گردد از تأثیر آن تب سر به سر ناخن |
| حنا بر ناخنش خونین شمر کز وقت رگ جستن      |  | ز چنگ خشک نی ناگه بجست و کرد تر ناخن    |
| به بازی ناخن من گر لبت را خست ازین مشکن    |  | که بهر چاشنی دارند گه‌گه در شکر ناخن     |
| سر ناخن چو غمزه تیزدار، ای جان، که چنگی را |  | بر انگشتان نباشد جز به تیزی معتبر ناخن  |
| ردیف ناخن آوردم درین شعری که سحر آمد       |  | بلی در سحر کار آید به سان موی سر ناخن   |

چند بیت از قطعه‌ای که در هزل گفته:
| خواجه بفزود ولیکن به درم  |  | گشت مشغول ولیکن به شکم   |
| سر بر آورد ولیکن به فضول  |  | دل تهی کرد ولیکن ز کرم   |
| بس حریص است ولیکن به حرام |  | بس جواد است ولیکن به حرم |
| دولتش باد ولیکن اندک      |  | نعمتش باد ولیکن بس کم    |
| جاودان یاد ولیکن به سقر   |  | سال‌ها باد ولیکن به سقم   |

از قصیده:
| دارم جفاها نو به نو زین چرخ ناخوش منظری   |  | کوری، کبودی، کج‌رَوی، عاقل‌کُشی، دون‌پروری |
| در موج دریای مِحَن، هستم اسیر و مُمتَحَن       |  | این کشتی مقصود من یارب ندارد لنگری    |
| کرد این سپهر دون‌لقب، بر من همه روزم چو شب |  | هرگز نبردم نزد لب بی‌خون دل یک ساغری   |
| رخت امیدم برده شد، جانم ز رنج افسرده شد   |  | شاخ طرب پژمرده شد بی‌آب چون نیلوفری    |

مناظره:
| دی در میان بادهٔ صافی‌مزاج و بنگ   |  | در مصدر دماغ من افتاد شور و جنگ      |
| بگشاد مِی زبان که منم دختر عنب    |  | صافی‌تن و نشاط‌فزای و عقیق‌رنگ          |
| تا من سر از دریچهٔ خم برنمی‌کشم    |  | نای است خون‌گرفته و خون‌خشک رود چنگ    |
| گر در دهان زنگ ز من قطره‌ای چکد   |  | بر روی شیر رنگ تفاوت کند ز رنگ       |
| ور موشکی ضعیف ز من جرعه‌ای چشد    |  | نشگفت، اگر ز پنجه خراشد رخ پلنگ      |
| ممسک ز من به رایحه‌ای گر نفس زند  |  | بخشد گهر به دامن و لؤلؤ به سنگ و سنگ |
| خاصیت من این و تو ای بنگ خشک‌مغز  |  | ذکر خواص خویش به من گوی بی‌درنگ       |
| بنگ سبکسر از سر حِدّت زبان گشاد    |  | کای نزد غفلت تو یکی شکّر و شرنگ       |
| من صوفی‌ام در خانقه کیمیای عقل    |  | بر دامنم زنند حکیمان بطمع چنگ        |
| وز قوت تخیل من هر زمان کند       |  | سحر حلال در صفت نوخطان شنگ           |
| از تو یکی پیاله و صد محنت خمار   |  | از من طلب علاج دل ناتوان و تنگ       |
| لاتقربوا الصلوة بر اوراق نقش تست |  | ام‌الخبائث هر آئینه از تو زنگ         |
| می‌گفت منکر آیه بمنصوص نیستی      |  | نام تو بر صحیفه نیامد و زیر سنگ      |
| من در دهان شیر درآیم صباصفت      |  | تو برکنی ز روبهک سست‌پای لنگ          |
| وانگه به بحر خرمیم غوطه‌ای خورد   |  | اندوه عمرها نهد اندر دم نهنگ         |
| من لعل با طراوت و تو سبز بی‌نمک   |  | نامم شراب صافی و نام تو خشک بنگ      |
| بنگش بِخَشم گفت چه لافیم هر دگر    |  | در دار ضرب شرع نداریم هر دو سنگ      |

## پی‌نوشت
1. ↑  سدارنگانی، پارسی‌گویان هند و سند.
2. ↑  سدارنگانی، پارسی‌گویان هند و سند.
3. ↑  سدارنگانی، پارسی‌گویان هند و سند.